# الرقصة الأخيرة
الرقصة الأخيرة (بالإنجليزية:the last dance) مسلسل وثائقي رياضي أمريكي أُنتج عام 2020 بالشراكة بين شبكة البرمجة الترفيهية والرياضية (ESPN) و نتفليكس وهو من إخراج جايسون ههير. تدور أحداث المسلسل حول مسيرة لاعب كرة السلة الأمريكي المشهور مايكل جوردان ، مع التركيز بشكل خاص على موسمه الأخير مع فريق شيكاغو بولز. تتميز السلسلة بلقطات حصرية من طاقم الفيلم الذي كان لديه تصريح وصول كامل إلى كل ما يتعلق بالفريق ، بالإضافة إلى مقابلات مع العديد من نجوم دوري كرة السلة الأمريكي (NBA) مثل سكوتي بيببن، دينيس رودمان، ستيف كير، فل جاكسون.
عُرض المسلسل على شبكة ESPN في الفترة من 19 أبريل إلى 17 مايو 2020 ، في الولايات المتحدة ، بينما عُرضت حلقاته على نتفليكس دوليًا في اليوم التالي للبث في الولايات المتحدة ؛ وبدءًا من 23 مايو ، تم بث حلقتين متتاليتين على شبكة ABC . نال المسلسل استحسان النقاد ، مع الثناء على الإخراج والتحرير . [3] فاز بجائزة "Primetime Emmy Award" لأفضل سلسلة وثائقية في الحفل الـ 72 لتوزيع جوائز إيمي . أصبحت السلسلة متاحة على شبكة نتفليكس في 19 يوليو 2020.

## وصلات خارجية
- الرقصة الأخيرة على موقع IMDb (الإنجليزية)
- الرقصة الأخيرة على موقع روتن توميتوز (الإنجليزية)
- الرقصة الأخيرة على موقع نتفليكس (الإنجليزية)
- الرقصة الأخيرة على موقع فيلمافينيتي (الإسبانية)
- الرقصة الأخيرة على موقع ليتربوكسد (الإنجليزية)
- الرقصة الأخيرة على موقع كينوبويسك (الروسية)
- الرقصة الأخيرة على موقع قاعدة بيانات الفيلم (الإنجليزية)